# Lethrinus enigmaticus
Lethrinus enigmaticus là một loài cá biển thuộc chi Lethrinus trong họ Cá hè. Loài này được mô tả lần đầu tiên vào năm 1959.

## Từ nguyên
Tính từ định danh trong tiếng Latinh có nghĩa là "bí ẩn", hàm ý sự không chắc chắn của Smith về tình trạng phân loại của mẫu định danh loài này, mà ông “tạm cho là một loài mới”.

## Phân bố và môi trường sống
L. enigmaticus có phân bố tương đối nhỏ hẹp ở Tây Ấn Độ Dương, cụ thể tại Seychelles, bãi ngầm Saya de Malha, Madagascar, từ Trung Mozambique xuống Nam Phi.
L. enigmaticus sống gần các rạn san hô, trên thảm cỏ biển hoặc vùng đáy cát ở độ sâu đến ít nhất là 50 m.

## Mô tả
Chiều dài cơ thể lớn nhất ở L. enigmaticus là 55 cm, thường bắt gặp với chiều dài khoảng từ 25 đến 40 cm. Thân màu vàng đồng hoặc xám, bụng nhạt màu hơn; thân trên có 7–9 vạch dọc sẫm màu với 3 sọc ngang màu đồng ở thân dưới. Đầu màu xám hoặc nâu, đôi khi có các vệt sọc chéo màu vàng nhạt trên mõm; một vệt nhạt màu băng dài từ mắt đến lỗ mũi. Phía dưới mắt có các đốm màu tím sẫm. Các vây trắng nhạt, hơi vàng hoặc nâu đồng.
Số gai ở vây lưng: 10 (gai thứ 3 hoặc 4 thường dài nhất); Số tia vây ở vây lưng: 9; Số gai ở vây hậu môn: 3; Số tia vây ở vây hậu môn: 8 (tia thứ nhất thường dài nhất); Số tia vây ở vây ngực: 13; Số vảy đường bên: 47–48.

## Sinh thái
Thức ăn của L. enigmaticus chủ yếu là động vật da gai, động vật giáp xác và cá nhỏ, ít thấy hơn là động vật thân mềm.

## Thương mại
L. enigmaticus được đánh bắt thương mại và được bán tươi sống trên thị trường.